# Gerry Hitchens
Gerald Archibald Hitchens (Rawnsley, 1934. október 8. – Hope, 1983. április 13.) angol válogatott labdarúgó.
Az angol válogatott tagjaként részt vett az 1962-es világbajnokságon.

## Sikerei, díjai
Internazionale
- Olasz bajnok (1): 1962–63

Torino
- Olasz kupadöntős (2): 1963, 1964